# 博陵郡 (北周)
博陵郡，中国南北朝时设置的郡。
北周置，治所在博陵县（今甘肃省临潭县东）。隋朝开皇三年（583年）废。